# آلوین بولت
آلوین بولت (انگلیسی: Alwin Boldt; ۱۹ مارس ۱۸۸۴ – ۱۹۲۰ (۳۵−۳۶ سال)) دوچرخه‌سوار اهل آلمان بود.